# Borbacha
Borbacha is een geslacht van vlinders van de familie spanners (Geometridae), uit de onderfamilie Ennominae.

## Soorten
- B. altipardaria Holloway, 1982
- B. bipardaria Holloway, 1982
- B. carneata Warren, 1906
- B. euchrysa Lower, 1894
- B. lineata Warren, 1896
- B. monopardaria Holloway, 1982
- B. pardaria Guenée, 1857
- B. punctipardaria Holloway, 1982
- B. rubidaria Rothschild, 1915